# Оберюхтін Михайло Дмитрович

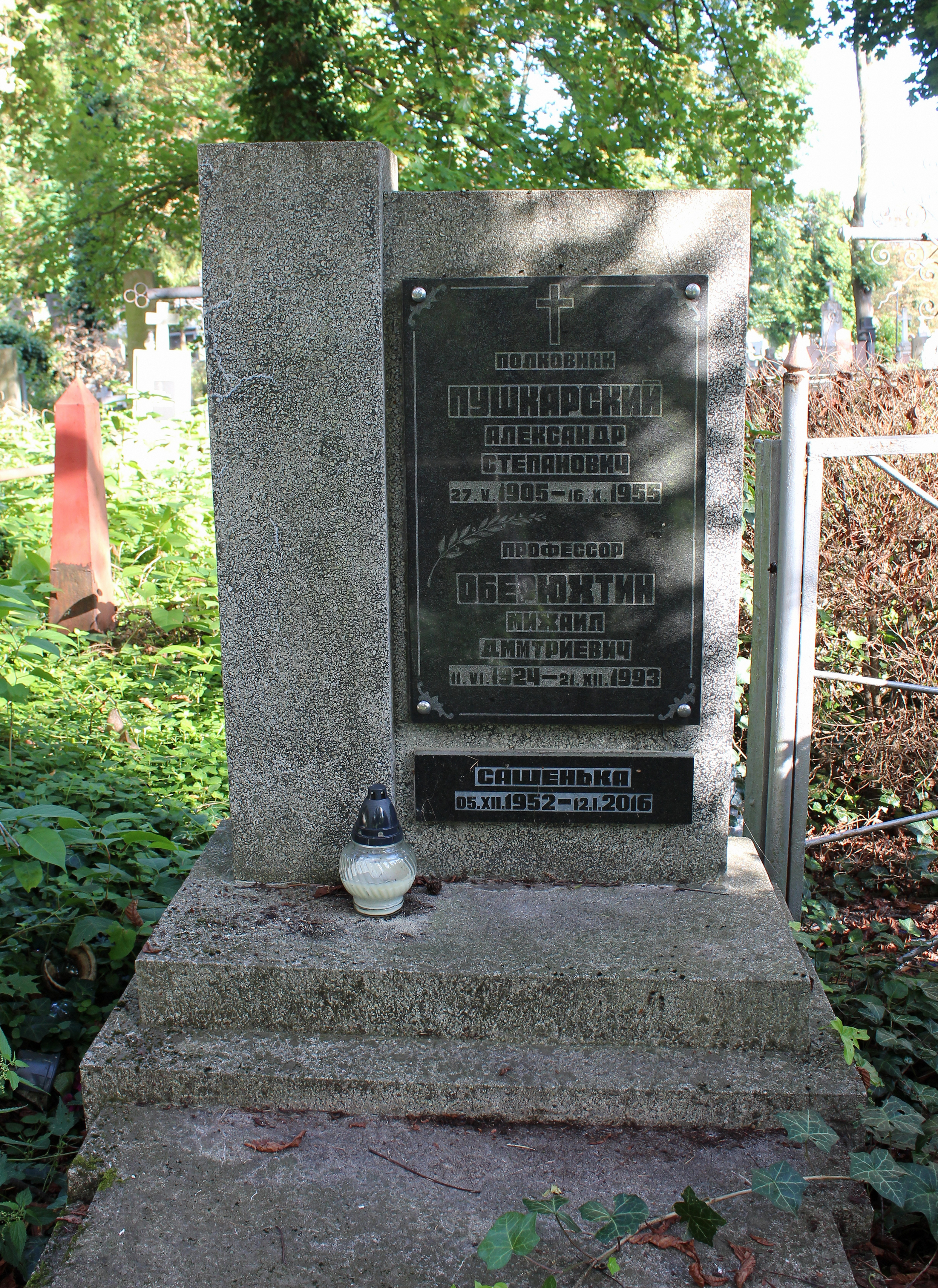

Миха́йло Дми́трович Оберю́хтін (11 червня 1924, місто Свердловськ, Росія — 25 грудня 1993, Львів) — український баяніст, викладач. Заслужений діяч мистецтв УРСР (1990).
1950 року закінчив Київську консерваторію (у Марка Геліса).
Від 1956 року викладач Львівської консерваторії, від 1990 року — її професор, серед учнів — Анатолій Онуфрієнко, Віктор Власов.
1989 року в Москві випущений його посібник «Проблеми виконання на баяні».
Помер у Львові , похований на полі № 21 Личаківського цвинтаря.